# Santiago Rodríguez Serra
Santi Rodríguez Serra (Vilanova i la Geltrú, Garraf, 18 d'abril de 1964) és un polític català militant del Partit Popular de Catalunya, secretari general del PPC i diputat al Parlament de Catalunya en la VII, VIII, IX i X Legislatures.

## Biografia
És enginyer tècnic de telecomunicacions i enginyer tècnic industrial per la UPC, diplomat en ciències empresarials i Llicenciat en Administració i Direcció d'Empreses per la UOC.
Entre 1991 i 2002 va ser professor associat de l'Escola d'Enginyeria de la UPC a Vilanova i la Geltrú. El 1992 va fundar amb altres socis, una petita empresa d'enginyeria, JCS Enginyers, a la que encara segueix vinculat.
Militant del Partit Popular de Catalunya, de 2001 a 2005 n'ha estat president comarcal del Garraf. A les eleccions municipals de 1995 fou escollit regidor de l'ajuntament de Vilanova i la Geltrú, i n'ha estat portaveu del grup municipal popular fins a 2005. També ha estat portaveu del Partit Popular de Catalunya (PPC) al Consell Comarcal del Garraf des del 1995 fins al 2007.
Ha estat elegit diputat a les eleccions al Parlament de Catalunya de 2003, 2006, 2010, 2012 i 2017. Des de gener de 2012 és portaveu adjunt del Grup Parlamentari.